# Grenadier

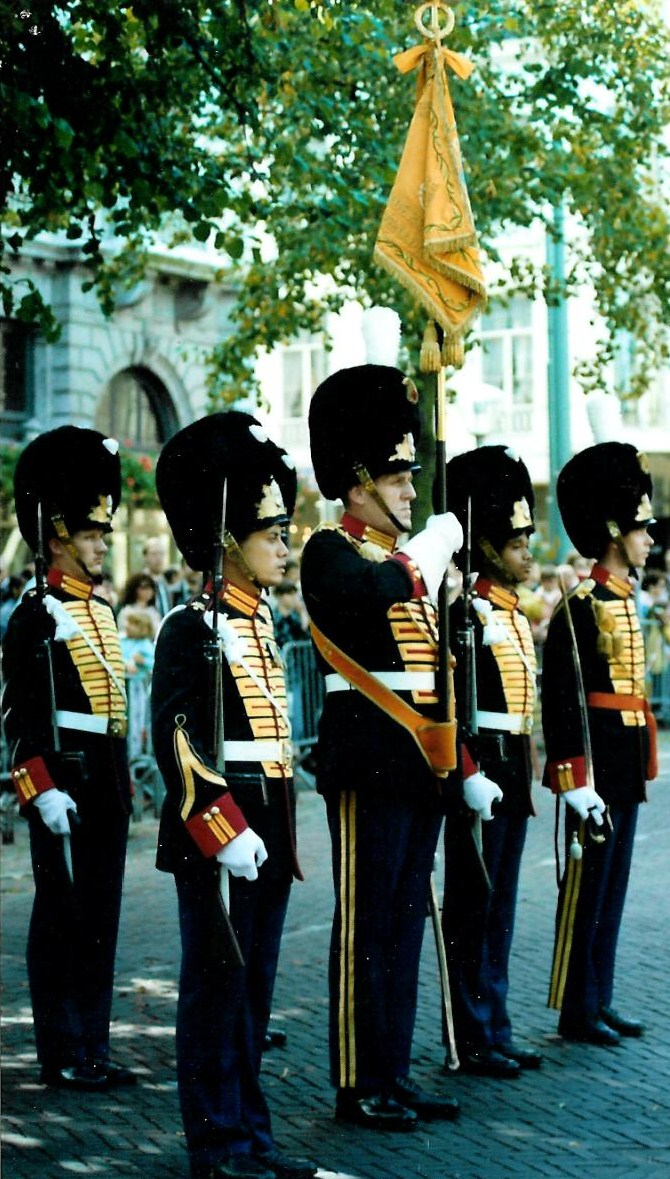
Vaandelwacht grenadiers, Nederland

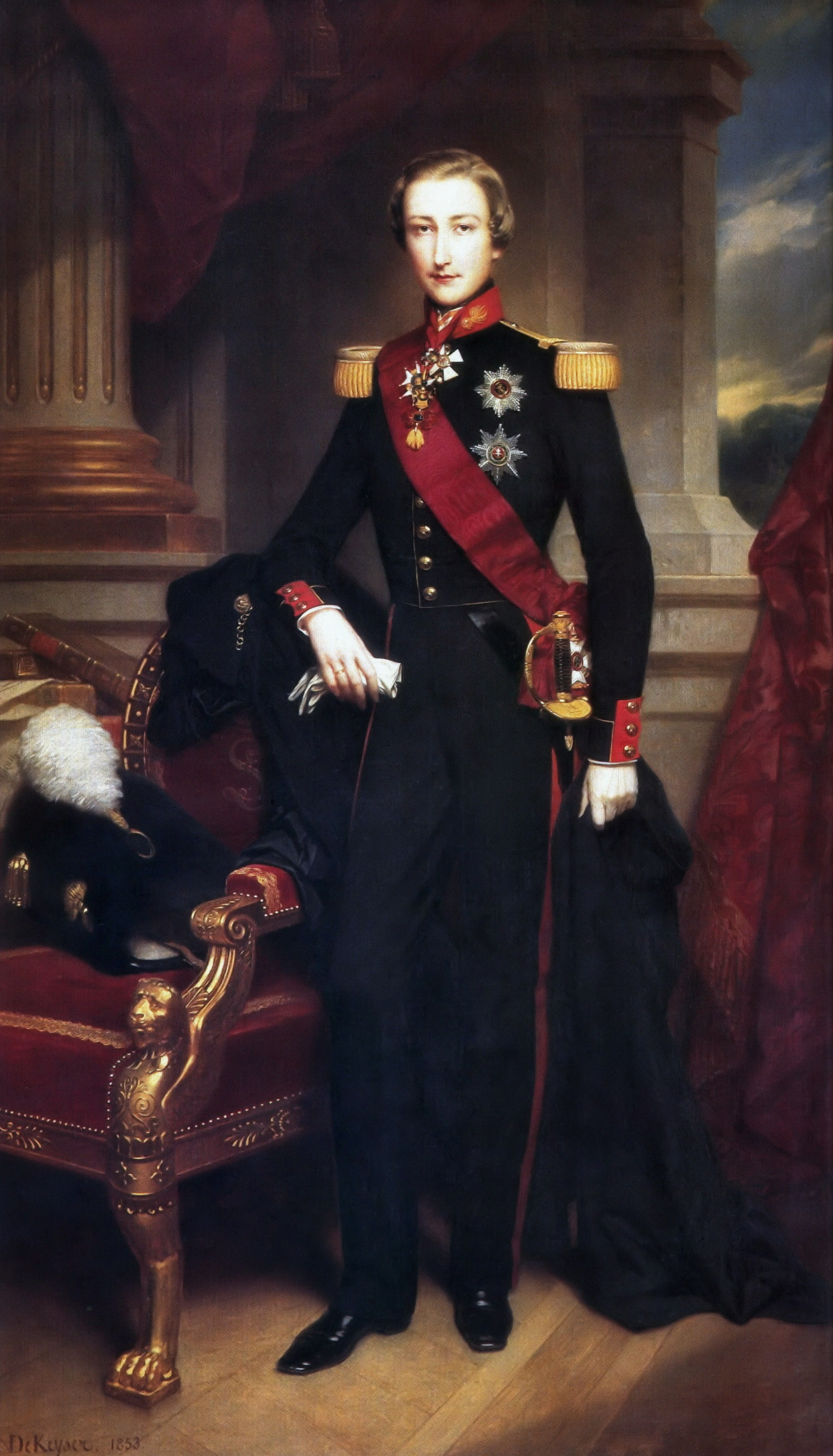
Prins Leopold in uniform van de grenadiers, zijn berenmuts ligt op de zetel

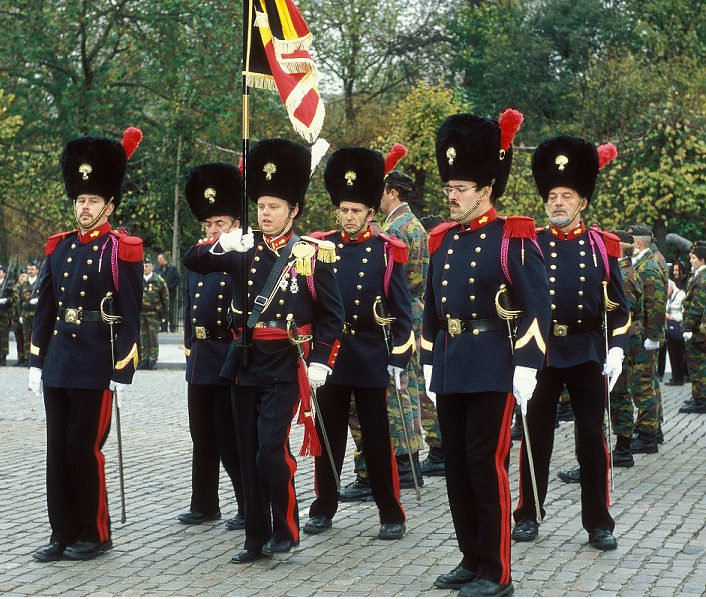
Grenadiers, België in Ceremoniële dienst

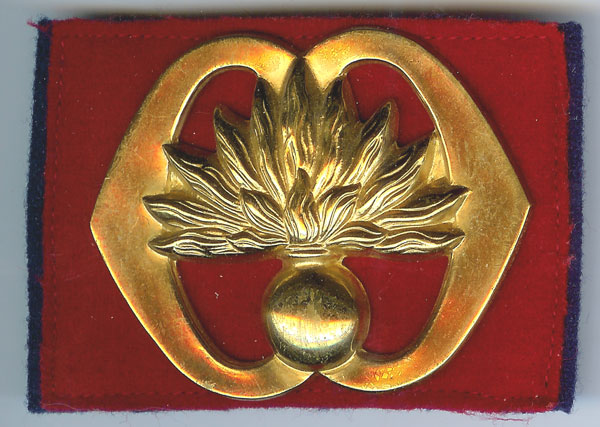
Baretembleem van de Nederlandse Garde Grenadiers

Een grenadier was oorspronkelijk een soldaat die gespecialiseerd was in het werpen van handgranaten. Er bestaan nog verschillende regimenten, die vaak een lange geschiedenis hebben.

## Geschiedenis
Bronnen in de militaire krijgsgeschiedenis vermelden grenadiers voor het eerst in de 16e eeuw. In het Franse leger werden toen soldaten zorgvuldig geselecteerd om handgranaten met een brandend lont naar de vijand te gooien tijdens het bestormen van een vesting. Deze soldaten moesten lang en sterk zijn om de toen nog zware granaten zo ver mogelijk te kunnen gooien en goed te kunnen richten. Ze moesten ook onverschrokken en goed gemotiveerd zijn. De grenadiers, zoals ze werden genoemd, verwierven dan ook onmiddellijk faam, een status die hen naast een hogere soldij ook nog bepaalde privileges verleende wat betreft kledij. De grenadiers onderscheidden zich van gewone soldaten doordat ze, in plaats van de gebruikelijke breedgerande hoeden, hoge mutsen gingen dragen. Deze mutsen zaten tijdens het wegslingeren van een granaat niet in de weg. De mutsen ontwikkelden zich tot de typerende hoge berenmuts die extra bijdroeg aan hun imponerende lange gestalte. In de 17e eeuw verschenen de eerste grenadiers te paard op het strijdtoneel.
In de loop van de 18e eeuw raakte de granaat in onbruik. Maar het begrip grenadier overleefde, inclusief de berenmuts. Tijdens de 18e eeuw werd typisch één compagnie in elk bataljon aangeduid als grenadiercompagnie en op de rechterflank ingezet. Tijdens de eerste helft van de 18e eeuw werden deze compagnieën in de meeste legers samengevoegd tot aparte eenheden, soms alleen voor de duur van een oorlog (bv. in Pruisen, waarbij de grenadiercompagnieën van verschillende regimenten tot grenadierbataljons werden samengevoegd), maar ook permanent (bv. in Rusland, waar grenadierregimenten ontstonden, ook bij de cavalerie). Veel landen hadden een garderegiment Grenadiers. Het beroemdst zijn de Grenadiers van de Keizerlijke Garde van Napoleon: zijn Keizerlijke Garde bevatte drie regimenten Grenadiers te Voet (waarvan het 3e Regiment uit Nederlanders bestond,) en één regiment Grenadiers te Paard.

## Grenadiers in België
Het Regiment Grenadiers werd opgericht in 1837 en bleef bestaan als afzonderlijke eenheid tot aan het eind van de 20e eeuw. In België bevatte na de onafhankelijkheid elk infanteriebataljon één compagnie Grenadiers.

## Grenadiers inNederland
Nadat Napoleon in 1815 bij Waterloo was verslagen en Noord- en Zuid-Nederland tot één staat waren samengevoegd, kwamen er in het leger geen grenadiers meer voor. Er was ook geen garderegiment; een van de vier Afdelingen Zwitserse Infanterie die Nederland 'in capitulatie' had genomen, Afdeling nr. 32, fungeerde als een soort garde-eenheid en verzorgde bijvoorbeeld de wacht bij het Koninklijk Paleis.
Tussen de Noordelijke en de Zuidelijke Nederlanden boterde het niet. Onder druk van de Zuidelijken dankte de koning op 31 december 1828 de vier koningsgetrouwe Zwitserse Afdelingen (nrs. 29, 30, 31 en 32) af. Ter vervanging hiervan stelde prins Frederik (tweede zoon van de koning en minister van Oorlog) voor om over te gaan tot oprichting van een afdeling (later regiment genaamd) grenadiers en twee bataljons 'jagers'. Dit voorstel werd in 1829 tot uitvoering gebracht.
Tegenwoordig vormen de grenadiers een garderegiment in het Nederlandse leger dat nauw met de jagers verbonden is: het Garderegiment Grenadiers en Jagers. De aanspreektitel van een soldaat bij de Grenadiers luidt Grenadier.